# Дозит, Карл Маринович
Карл Маринович Дозит (9 сентября 1894, Дзербенская волость, Венденский уезд , Лифляндская губерния, Российская империя — 8 февраля 1938, расстрельный полигон «Коммунарка», Московская область, СССР) — участник Гражданской войны, кавалер ордена Красного Знамени, впоследствии полковник РККА, начальник Московского военного железнодорожного училища.

## Биография
Карл Маринович Дозит родился 9 сентября 1894 года в Лифляндской губернии в семье батрака. Член РСДРП с 1916 года. С 1917 года член Исполнительного комитета объединённого Совета латышских стрелковых полков.
Участник Первой мировой войны.

### Гражданская война
С января 1918 года — комиссар Усть-Двинского латышского отряда, затем Головного революционного отряда латышских стрелков. В апреле 1918 — июне 1920 года — военком латышской стрелковой дивизии и одновременно в октябре 1919 — марте 1920 года военком ударной группы 14-й армии. Один из руководителей подавления левоэсеровского мятежа в Москве в июле 1918 года.
За бои в 1919 году против войск Деникина награждён орденом Красного Знамени.

### Послевоенная служба и репрессии
В дальнейшем находился на партийно-хозяйственной и военно-политической работе.
После введения в 1935 году в РККА персональных воинских званий — полковник. На 1937 год занимал должность начальника Московского военного железнодорожного училища.
Арестован 23 ноября 1937 года, 7 февраля 1938 года приговорён Военной коллегией Верховного суда СССР к смертной казни по обвинению в шпионаже. 8 февраля 1938 года расстрелян на полигоне «Коммунарка».
29 февраля 1956 года посмертно реабилитирован.